# Horizon Europe

Bandiera dell'Unione europea

Horizon Europe (Orizzonte Europa) è un programma dell'Unione europea di sostegno della ricerca scientifica che succede al programma Horizon 2020 (2014-2020) e ai precedenti programmi quadro per la ricerca e lo sviluppo tecnologico. La Commissione europea ha elaborato e approvato il piano Orizzonte Europa per aumentare del 50% la spesa scientifica dell'Unione nel periodo 2021-2027 rispetto al periodo precedente.

Paesi dell'Unione Europea (in blu) e paesi terzi associati (in verde)

## Storia
Il 7 giugno 2018 la Commissione europea ha presentato una proposta di regolamento che istituisce il programma quadro di ricerca e innovazione (R&I) "Orizzonte Europa".
Il 28 settembre 2018 si è riunito il Consiglio Competitività per affrontare un dibattito orientativo sulla struttura del prossimo programma quadro di ricerca e innovazione, nonché sul programma specifico di attuazione di Orizzonte Europa.
L'11 dicembre 2020, la presidenza tedesca del Consiglio dell'Unione europea ha raggiunto un accordo politico provvisorio con i negoziatori del Parlamento europeo sulla proposta di regolamento che istituisce Orizzonte Europa, con la successiva approvazione del Comitato dei rappresentanti permanenti (Coreper), in merito alla ripartizione del bilancio, alle sinergie con altri programmi dell'Unione, alla cooperazione internazionale e associazione di paesi terzi.
Il 16 marzo 2021 il Consiglio dei ministri dell'Unione europea ha approvato il programma Orizzonte Europa per il periodo 2021-2027, con una dotazione di 95,5 miliardi di euro, di cui il 35% destinato agli obiettivi climatici. Rispetto al precedente Orizzonte 2020 le novità sono:
- approccio basato su poli tematici per affrontare le sfide sociali;
- approccio semplificato per quanto riguarda i partenariati europei;
- approccio imperniato sulle missioni;
- istituzione del Consiglio europeo dell'innovazione;
- maggiore apertura nei confronti di nuovi partner, mantenendo l'eccellenza come principale criterio di selezione;
- norme semplificate, maggiore certezza del diritto e meno oneri amministrativi per i beneficiari e gli amministratori del programma.

Il 27 aprile 2021 il Parlamento europeo ha approvato il regolamento, con efficacia retroattiva dal 1º gennaio 2021.

## Obiettivi
L'obiettivo generale del programma è generare un impatto scientifico, tecnologico, economico e sociale attraverso gli investimenti dell'Unione nel campo della R&I, al fine di:
- rafforzare le basi scientifiche e tecnologiche dell'Unione e promuovere la competitività in tutti gli Stati membri, anche nel settore industriale,
- realizzare le priorità strategiche dell'Unione,
- contribuire alla realizzazione degli obiettivi e delle politiche dell'Unione,
- affrontare le sfide globali, compresi gli Obiettivi di sviluppo sostenibile, seguendo i principi dell'Agenda 2030 e dell'Accordo di Parigi,
- rafforzare lo Spazio europeo della ricerca.

Gli obiettivi specifici del programma sono:
- sviluppare, promuovere e far progredire l'eccellenza scientifica, sostenere la creazione e la diffusione di nuove conoscenze fondamentali e applicate di alta qualità nonché di competenze, tecnologie e soluzioni, promuovere la formazione e la mobilità dei ricercatori, attrarre talenti a tutti i livelli e contribuire alla piena partecipazione del bacino di talenti dell'Unione alle azioni sostenute nell'ambito del programma;
- generare conoscenza, rafforzare l'impatto della R&I nell'elaborazione, nel sostegno e nell'attuazione delle politiche dell'Unione e sostenere l'adozione di soluzioni innovative, e l'accesso alle stesse, nel settore industriale europeo, in particolare nelle piccole e medie imprese, e nella società al fine di affrontare le sfide globali, compresi i cambiamenti climatici e gli Obiettivi di sviluppo sostenibile;
- promuovere tutte le forme di innovazione, agevolare lo sviluppo tecnologico, la dimostrazione e il trasferimento di conoscenze e tecnologie, rafforzare la diffusione e lo sfruttamento di soluzioni innovative;
- ottimizzare l'attuazione del programma per rafforzare e potenziare l'impatto e la capacità di attrazione dello Spazio europeo della ricerca, promuovere la partecipazione al programma basata sull'eccellenza da tutti gli Stati membri, compresi i paesi con basse prestazioni in materia di R&I, e facilitare i rapporti di collaborazione nella R&I europea.

## Struttura
La dotazione per il periodo 2021-2027 è stata stabilita in 95,517 miliardi ai prezzi del 2021, di cui 5,4 miliardi dal Next Generation EU.
Il programma è strutturato in quattro parti che contribuiscono all'obiettivo generale e agli obiettivi specifici.

### Pilastro I
Il Pilastro I "Eccellenza scientifica", con una dotazione di 25 miliardi di euro, è composto da:
- Consiglio europeo della ricerca: ricerca di frontiera svolta dai migliori ricercatori e dalle loro équipe
- Azioni Marie Skłodowska-Curie:[11] dotare i ricercatori di nuove conoscenze e competenze attraverso la mobilità e la formazione
- Infrastrutture di ricerca:[12] infrastrutture di ricerca di livello mondiale, integrate e interconnesse.

### Pilastro II
Il Pilastro II "Sfide globali e competitività industriale europea", con una dotazione di 53,5 miliardi di euro, è composto da sei poli tematici e azioni dirette:
- polo tematico "Salute"
- polo tematico "Cultura, creatività e società inclusiva"
- polo tematico "Sicurezza civile per la società"
- polo tematico "Digitale, industria e spazio"
- polo tematico "Clima, energia e mobilità"
- polo tematico "Prodotti alimentari, bioeconomia, risorse naturali, agricoltura e ambiente"
- azioni dirette non nucleari intraprese dal Centro comune di ricerca.

### Pilastro III
Il Pilastro III "Europa innovativa", con una dotazione di 13,6 miliardi di euro, con il compito di stimolare innovazioni pionieristiche e creatrici di mercati ed ecosistemi favorevoli all'innovazione, è composto da:
- Consiglio europeo per l'innovazione,[13] sostegno alle innovazioni dal potenziale pionieristico e creatrici di mercati
- Ecosistemi europei dell'innovazione,[14] stabilire contatti con gli operatori regionali e nazionali dell'innovazione
- Istituto europeo per l'innovazione e la tecnologia (EIT), raggruppare i principali attori (ricerca, istruzione e imprese) attorno a un obiettivo comune per alimentare l'innovazione.

### Ampliamento e SER
La parte "Ampliamento della partecipazione e rafforzamento del SER", con una dotazione di 3,4 miliardi di euro, è composta da:
- ampliamento della partecipazione e diffusione dell'eccellenza
- riforma e rafforzamento del sistema europeo di ricerca e innovazione.

## Missioni
Le missioni consistono in portafogli di attività di ricerca e innovazione improntate all'eccellenza e finalizzate a conseguire un impatto in tutte le discipline e i settori.
Nel programma Orizzonte Europa sono individuati cinque ambiti per l'esecuzione di missioni, ognuna con un proprio consiglio direttivo:
- adattamento ai cambiamenti climatici: sostenere almeno 150 regioni e comunità europee affinché diventino resilienti ai cambiamenti climatici entro il 2030;
- sconfiggere il cancro: migliorare la vita di oltre 3 milioni di persone entro il 2030 mediante la prevenzione, i trattamenti e le soluzioni per vivere più a lungo e meglio;
- missione Stella marina: entro il 2030 ripulire le acque marine e le acque dolci, ripristinare gli ecosistemi e gli habitat degradati, decarbonizzare l'economia blu al fine di sfruttare in modo sostenibile i beni e i servizi essenziali da essi forniti;
- città intelligenti e a impatto climatico zero: entro il 2030 sostenere, promuovere e portare alla ribalta 100 città europee nella loro trasformazione sistemica verso la neutralità climatica e trasformarle in poli dell'innovazione per tutte le altre, a vantaggio della qualità della vita e della sostenibilità in Europa;
- salute del suolo e alimentazione: garantire che almeno il 75 % dei suoli nell'Unione sia sano perché lo siano anche alimenti, persone, natura e clima.

## Partenariati europei
I partenariati europei riuniscono la Commissione europea e i partner privati e/o pubblici per affrontare alcune delle sfide più urgenti dell'Europa attraverso iniziative concertate di ricerca e innovazione. Sono uno strumento fondamentale per l'attuazione di Orizzonte Europa e contribuiscono in modo significativo al raggiungimento delle priorità politiche dell'Unione. Sono previsti tre tipi di partenariati:
- programmati congiuntamente: basati su protocolli d'intesa/accordi contrattuali; attuati indipendentemente dai partner e da Orizzonte Europa
- cofinanziati: basati su un programma congiunto concordato e attuato dai partner; impegno dei partner ad apportare contributi finanziari e in natura
- istituzionalizzati: basati su una dimensione a lungo termine sulla necessità di un elevato livello di integrazione; partenariati basati sugli articoli 185 e 187 del Trattato sul funzionamento dell'Unione europea (TFUE) e sugli atti giuridici dell'EIT per il 2021-2027.

## Paesi terzi associati
La partecipazione al programma sotto forma di associazione di paesi terzi è aperta:
- ai paesi appartenenti allo Spazio economico europeo (SEE);
- all'Associazione europea di libero scambio (EFTA);
- a paesi in via di adesione, paesi candidati e potenziali candidati all'Unione europea;
- a paesi coinvolti nella politica europea di vicinato;
- a paesi terzi dotati di una buona capacità nell'ambito di scienza, tecnologia e innovazione e della volontà di impegnarsi in un'economia di mercato aperta e regolamentata.

#### Lista paesi terzi associati
- Armenia (dal 1° gennaio 2021)
- Bosnia ed Erzegovina (dal 1° gennaio 2021)
- Serbia (dal 1° gennaio 2021)
- Tunisia (dal 1° gennaio 2021)
- Turchia (dal 1° gennaio 2021)
- Ucraina (dal 1° gennaio 2021)
- Islanda (dal 6 ottobre 2021)
- Norvegia (dal 6 ottobre 2021)
- Moldavia (dal 22 novembre 2021)
- Georgia (dal 17 dicembre 2021)
- Israele (dal 17 dicembre 2021)
- Kosovo (dal 17 dicembre 2021)
- Macedonia del Nord (dal 17 dicembre 2021)
- Montenegro (dal 17 dicembre 2021)
- Fær Øer (dal 1° giugno 2022)
- Albania (dal 1° luglio 2022)
- Nuova Zelanda (dal 1° gennaio 2023)
- Canada (dal 1° gennaio 2024)
- Corea del Sud (dal 1° gennaio 2025)
- Svizzera (dal 1° gennaio 2025)
- Egitto (dal 10 aprile 2025)
- Regno Unito (dal 1° gennaio 2024; il 7 settembre 2023 la Commissione europea e il governo del Regno Unito hanno comunicato che, a partire dal 1º gennaio 2024, i ricercatori e le organizzazioni del Regno Unito potranno partecipare a Orizzonte Europa e al Programma Copernicus).[19][20]

## Scienza aperta
Con il programma Orizzonte Europa la "scienza aperta" consiste nel condividere il più rapidamente possibile conoscenze, dati e strumenti nel processo di ricerca e innovazione (R&I), in collaborazione aperta con tutti gli attori della conoscenza pertinenti, tra cui il mondo accademico, l'industria, le autorità pubbliche, gli utenti finali, i cittadini e la società in generale. La scienza aperta consente di migliorare la qualità, l'efficienza e l'impatto della R&I, di aumentare la reattività alle sfide affrontate dalla società e far crescere la fiducia di quest'ultima nel sistema scientifico.

## Pubblicazioni
- REGOLAMENTO (UE) 2021/695 DEL PARLAMENTO EUROPEO E DEL CONSIGLIO del 28 aprile 2021 che istituisce il programma quadro di ricerca e innovazione Orizzonte Europa e ne stabilisce le norme di partecipazione e diffusione, e che abroga i regolamenti (UE) n. 1290/2013 e (UE) n. 1291/2013, in Gazzetta ufficiale dell'Unione europea, n. 170, 12 maggio 2021.
- Horizon Europe. Il programma di Ricerca e innovazione dell'UE per il periodo 2021-2027 (PDF), Commissione europea, 19 marzo 2021.